# Jared Kushner
Jared Kushner (ur. 10 stycznia 1981 w Livingston, New Jersey) – amerykański inwestor i przedsiębiorca.

## Życiorys
Jared Kushner z zawodu jest inwestorem i biznesmenem. W 2017 został mianowany na doradcę ds. umów handlowych i Bliskiego Wschodu w gabinecie Donalda Trumpa.

## Odznaczenia
- National Security Medal (2020)[6]
- Medal Departamentu Obrony za Wybitną Służbę Publiczną (2021)[7]
- Wstęga Orderu Orła Azteckiego (Meksyk, 2018)[8]
- Wielka Wstęga Orderu Alawitów (Maroko, 2021)[7]
- Krzyż Komandorski Orderu Zasługi (Węgry, 2022)[9]

## Życie prywatne
Od 2009 jego żoną jest Ivanka Trump, z którą ma trójkę dzieci. Jest ortodoksyjnym Żydem.